# Ocyptamus volcanus
Ocyptamus volcanus är en tvåvingeart som först beskrevs av Fluke 1942.  Ocyptamus volcanus ingår i släktet Ocyptamus och familjen blomflugor. Inga underarter finns listade i Catalogue of Life.